# Leiodes cinnamomea
Espèce
Leiodes cinnamomea est une espèce d'Insectes Coléoptères de la famille des Leiodidae. Présente en Europe occidentale, centrale et septentrionale, sa larve est inféodée aux truffes et plus particulièrement à Tuber melanosporum.

## Description

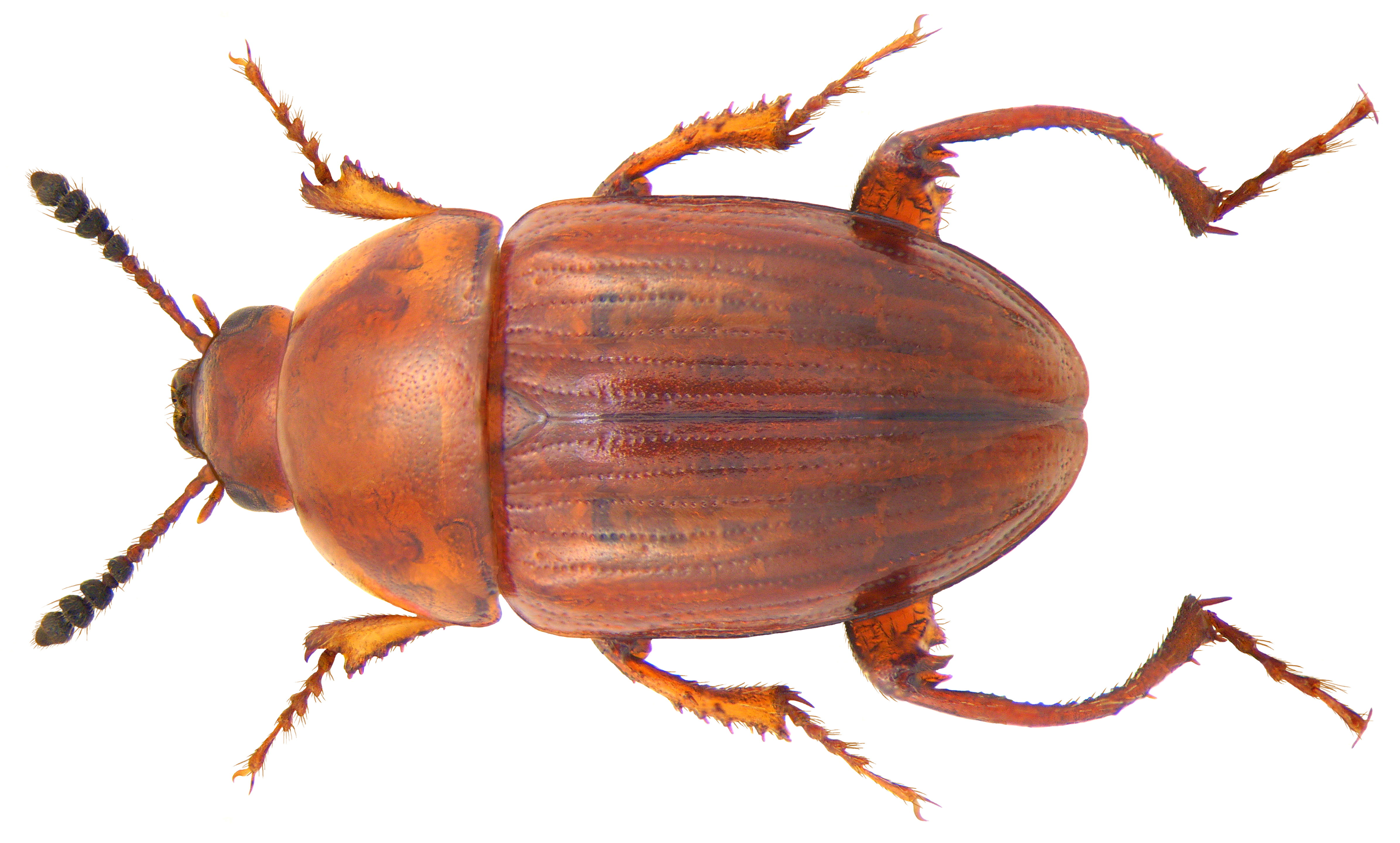
Leiodes cinnamomea (spécimen photographié en Dordogne, France)

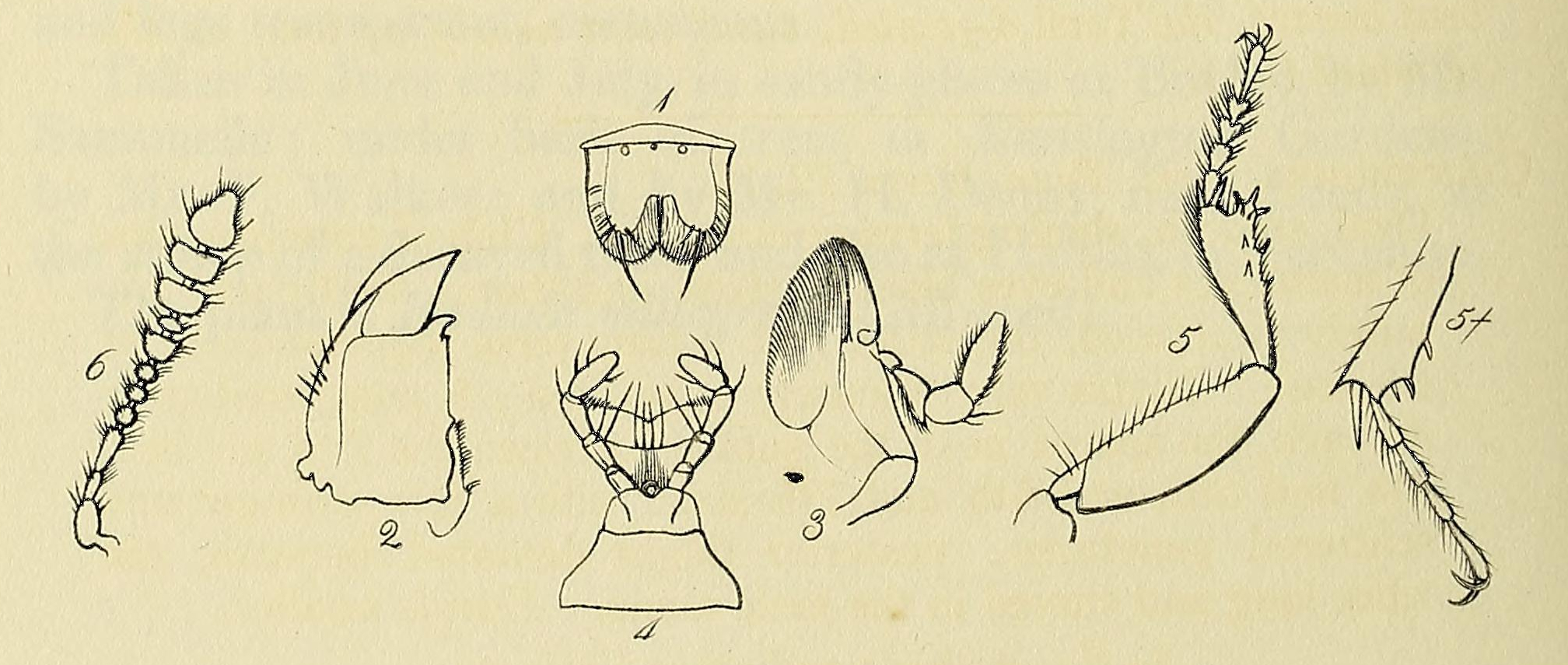
Leiodes cinnamomea - détails morphologiques : 1- Labrum ; 2- Mandibules ; 3- Maxillaires ; 4- Palpes ; 5- Pattes ; 5†- Tarses ; 6- Antennes

Leiodes cinnamomeus est un Coléoptère brun ferrugineux au un corps cylindrique lisse et brillant mesurant de 4 à 7 mm de long. Le bout de ses antennes, l'extrémité de ses mandibules et ses yeux petits et latéraux sont noirs, ce qui est une caractéristique de l'espèce. Son thorax est particulièrement convexe semi-orbiculaire et son scutellum triangulaire. Ses ailes sont plus de deux fois plus longues que ses élytres qui sont convexes et ovales. La tête et thorax sont faiblement et finement piquetés, les élytres étant plus obscurément piquetés et le thorax présentant une ligne transversale imprimée à la base : autres caractéristiques de l'espèce. Les pattes antérieures sont courtes alors que les postérieures sont longues. Les cuisses postérieures sont parfois bidentées à l'apex chez le mâle et les tibias sont dilatés à l'apex et épineux,
Il existe un dimorphisme sexuel évident : la femelle étant plus petite tandis que le mâle possède au niveau des fémurs postérieurs une série de protubérances et une grande dent tournée vers l'intérieur, qu'il utilise pour retenir la femelle pendant l'accouplement. Une autre caractéristique distinctive chez le mâle est la courbure intérieure des tibias postérieurs, qui sont droits chez la femelle,. 
Leiodes distinguendus est plus petit (de 2,5 à 5 mm), avec des élytres rougeâtres à l'intérieur.
L'œuf est arrondi et est déposé par les femelles à proximité de la truffe. La larve n'a pas d'yeux et sa couleur varie du blanc au jaunâtre. Sa tête est large et elle possède des mâchoires puissantes qu'elle utilise pour pénétrer à l'intérieur de la truffe et se nourrir de la gléba.

## Biologie

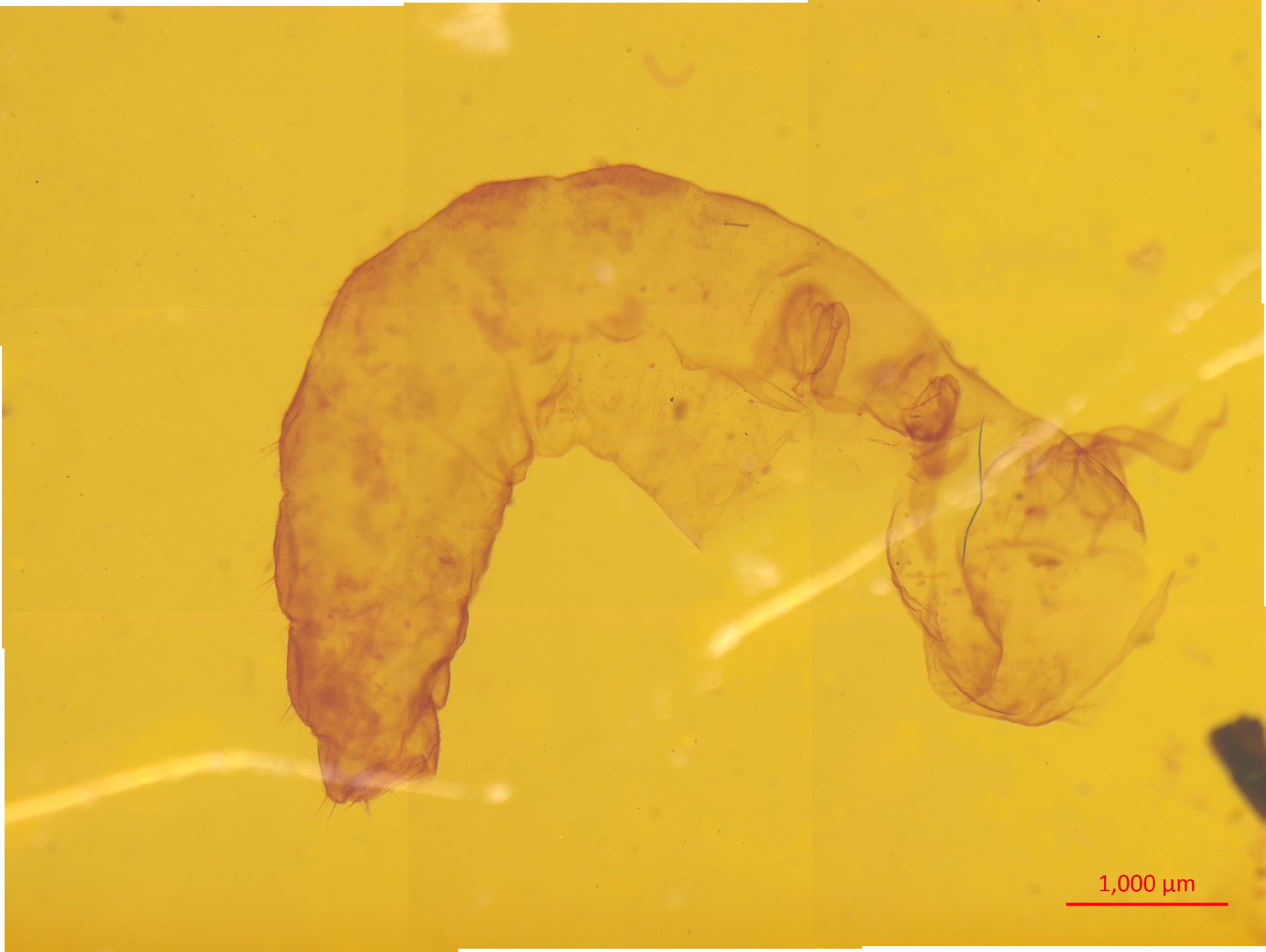
Larve de Leiodes cinnamomea. Spécimen du Muséum d'histoire naturelle de Londres récolté à Castelló de la Plana en Espagne.

Leiodes cinnamomea est une espèce univoltine. Son cycle de vie est intimement lié à la truffe noire et se déroule en majeure partie dans le sol. Sa mobilité dans cet environnement est favorisée par un sol humide et meuble, et est entravée par un sol sec et compact.
À l'approche de la période de maturation de la truffe, le nombre d'adultes et de larves mycophages augmente. À l'inverse, lorsque l'approvisionnement en nourriture disparaît ou que les larves ont terminé leur développement, elles entament une période de diapause, au cours de laquelle elles vident le contenu de leur intestin, cessent de se nourrir et construisent de petits refuges dans le sol où elles passent la saison estivale qui leur est défavorable. Les premiers adultes apparaissent à la mi-septembre, et ils commencent à copuler et à pondre en octobre. Les adultes peuvent être trouvés dans les truffes de fin septembre à mai. Les premières larves apparaissent dans les truffes de fin octobre à début novembre, et les trois stades larvaires mycophages sont présents dans la truffe de novembre à mars. Le stade larvaire diapausant apparaît en décembre et ces larves sont présentes de janvier à septembre. Enfin, la nymphose a lieu entre septembre et novembre. Le développement total, de la ponte de l'œuf à la formation du cocon terreux pour la diapause dure entre 41 et 47 jours. Ainsi, entre le moment où les adultes volent et copulent et celui où les larves potentiellement nuisibles commencent à exister, il s'écoule environ un mois à un mois et demi.

## Distribution
Cette espèce est présente en Europe de l'Ouest de l'Espagne à l'Écosse, en Europe centrale de l'Italie aux pays scandinaves et jusqu'aux pays Baltes,.

## Impact parasitaire

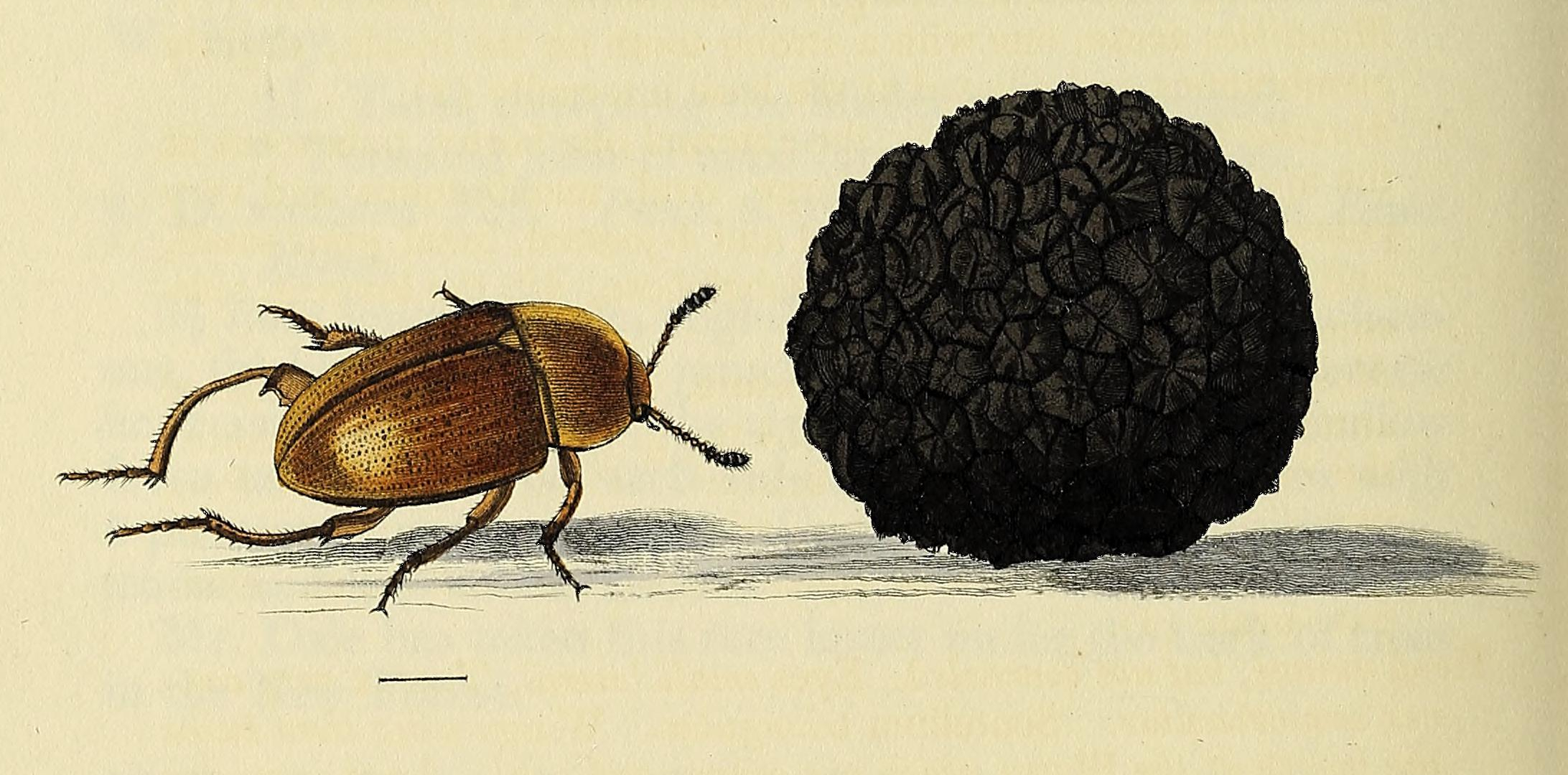
L. cinnamomea et Truffe noire (illustration de John Curtis)

Cet insecte étant principalement édaphique, ses larves et adultes restant pendant des mois à plus de 20 cm de profondeur dans le sol en se nourrissant de truffes, de nombreux dégâts sont causés par les galeries d'alimentation réalisées par les larves et les trous réalisés par les adultes pour s'abriter. Les dommages causés aux truffes sont variés: 
- perte de production
- dommages esthétiques et diminution de la valeur marchande, surtout dans le segment haut de gamme du marché de la restauration
- dommages aux propriétés organoleptiques : les insectes, en se nourrissant de truffes, produisent des toxines dans leur salive qui nuisent à l'odeur et au goût de la truffe
- dommages indirects : les galeries creusées par les larves sont un point d'entrée pour les champignons qui font pourrir les truffes, et plus tard sont le lieu où les larves de mouches s'installent et finissent par ruiner complètement le produit.

Le recours aux insecticides est courant mais leur efficacité n'est pas démontrée. De plus ils comportent de nombreux inconvénients comme leurs effets contaminants imprévisibles sur le mycélium du champignon et la vie du sol ;  leurs résidus dans les truffes ; la difficulté de traiter contre les parasites du sol ; la nécessité de machines spéciales ; et le risque pour les personnes qui les appliquent. Un système de contrôle par piégeage massif avec appâts phéromonaux est plus porteur d'espoirs,.

## Autres insectes inféodées aux truffes
D'autres espèces de Coléoptères se rencontrent de façon plus anecdotique dans les truffes à l'instar de Leiodes distinguendus (aussi associé à Tuber aestivum) ainsi que les genres Colenis, Catops. et Agathidium. Sont également inféodées aux truffes les mouches de la truffe dont le genre Suillia.

## Taxonomie
De nombreuses sources taxonomiques proposent comme nom de taxon valide Leiodes cinnamomea (Panzer, 1793). Or, il semble, comme l'indique Fauna Europaea que, selon le code de nomenclature et les règles d'accords latines, la graphie correcte soit Leiodes cinnamomeus (Panzer, 1793),.

### Synonymie
- Anisotoma affine W.L.E.Schmidt, 1841[3]
- Leiodes lycoperdi Stephens, 1829[3]
- Leiodes stephensii Stephens, 1835[3]
- Leiodes tuberis Stephens, 1829[3]
- Liodes cinnamomea (Panzer, 1793)[3]
- Tetratoma cinnamomea Panzer, 1793[3]